# Batistinula gallesiae
Batistinula gallesiae är en svampart som beskrevs av Arx 1960. Batistinula gallesiae ingår i släktet Batistinula och familjen Asterinaceae.   Inga underarter finns listade i Catalogue of Life.